# NGC 5782
NGC 5782 este o galaxie seyfert de tip 2⁠(d) situată în constelația Boarul. A fost descoperită în 19 aprilie 1887 de către Lewis A. Swift.